# Kongruenzuntergruppe
In der Mathematik sind Kongruenzuntergruppen eine Klasse arithmetisch definierter diskreter Untergruppen der allgemeinen linearen Gruppe.
In der Theorie der Modulformen werden häufig Kongruenzuntergruppen zur Modulgruppe {\displaystyle \mathrm {SL} (2,\mathbb {Z} )} betrachtet.

## Definition
Sei
{\displaystyle G\subset \mathrm {GL} (n,\mathbb {C} )}
eine über {\displaystyle \mathbb {Q} } definierte algebraische Gruppe und {\displaystyle N} eine natürliche Zahl.
Dann ist
{\displaystyle \Gamma :=\ker(p_{N}\colon G(\mathbb {Z} )\rightarrow \mathrm {GL} (n,\mathbb {Z} /N\mathbb {Z} ))}
eine Kongruenzuntergruppe. (Hierbei bezeichnet {\displaystyle p_{N}} die Einschränkung der „Reduktion modulo N“ auf {\displaystyle G(\mathbb {Z} )}.)

## Arithmetische Gruppen
Kongruenzuntergruppen sind (nach Konstruktion) arithmetische Gruppen. Für {\displaystyle n\geq 3} enthält jede arithmetische Gruppe {\displaystyle \Gamma \subset \mathrm {SL} (n,\mathbb {C} )} eine Kongruenzuntergruppe.

## Allgemeine Ringe
Sei {\displaystyle R} ein kommutativer Ring. Eine Kongruenzuntergruppe ist der Kern des Homomorphismus
{\displaystyle SL(R)\to SL(R/I)}
für ein Ideal {\displaystyle I\subset R}.

### Congruence subgroup problem
Das congruence subgroup problem fragt, ob für einen kommutativen Ring {\displaystyle R} jeder Normalteiler in {\displaystyle SL(R)} eine Kongruenzuntergruppe ist.